# Jupiter Island
Jupiter Island – miasto w Stanach Zjednoczonych, w stanie Floryda, w hrabstwie Martin.